# Mondialito
mondialito（モンディアリート）は、日本のバンド。
ボーカルのjunkoはフランス在住であり、本人による歌詞の殆どがフランス語である（1stアルバムは英語歌詞がメイン）。
作曲を担当する笛岡俊哉が日本在住のため、フランス、東京間でのメールのやり取りの中で新しい曲が生まれることもある。
日本だけでなくアジア各国での人気も高い。

## 概要
2002年 Junko（vo）と笛岡俊哉(compose)によって結成。
トーレ・ヨハンソンらとともにワールドカップコンピレーションに参加。
club8のヨハンプロデュース曲を含む1stアルバム『note of dawn』をリリース。
2004年 2ndアルバム「avant la pluie」をリリース。
収録曲の「notre echec」は森田童子のぼくたちの失敗をフランス語で歌ったもので、韓国の企業LGのCMに使用された。
2005年 3rdアルバム「mondialito」をリリース。
フランス音楽界の旗手Benjamin Biolayの最新作に参加のcelineをコーラスに迎えている。
2007年 4thアルバム「cher mon amoureux」が香港、台湾、韓国で先行発売。
2008年 日本で「cher mon amoureux」がリリースされる。日本でのclub8との共演、冬には台湾、北京、上海とツアーを行う。中国ではツアーに合わせて「cher mon amoureux」がリリースされる。同アルバムより"tunnel"が、また1stアルバムより"moon river"が、韓国、中国にてCMに使用された。

## ディスコグラフィー
note of dawn（2002）
avant la pluie（2004）
mondialito（2005）
cher mon amoureux（2007）